# Linda Fiorentino
Pour les articles homonymes, voir Fiorentino.
Linda Fiorentino, née le 9 mars 1958 à Philadelphie, (Pennsylvanie, États-Unis), est une actrice américaine.

## Carrière
Après dix ans de carrière et quelques films notables comme After Hours (1985), de Martin Scorsese, Linda Fiorentino obtient la consécration en 1994 grâce à son rôle de femme fatale sans scrupules dans Last Seduction qui lui vaut de remporter le New York Film Critics Circle Award, le London Film Critics Circle Award et une nomination aux BAFTA en tant que meilleure actrice.
On lui offre à nouveau un rôle de séductrice dans Jade en 1995, puis en 1996, elle partage l'affiche du thriller Mémoires suspectes avec Ray Liotta et de la comédie Un éléphant sur les bras avec Bill Murray.
Elle remporte en 1997 un pari avec le réalisateur Barry Sonnenfeld qui lui offre le premier rôle féminin dans le blockbuster Men in Black, aux côtés de Will Smith et de Tommy Lee Jones. Elle refuse de jouer dans MIB II, estimant que le personnage féminin n'est qu'utilitaire.
Les producteurs de Till The End Of Time (où elle devait incarner Georgia O'Keeffe) lui intentèrent un procès car elle refusa de tourner des scènes de nu ajoutées au dernier moment au scénario, alors même qu'elle avait clairement manifesté son refus de tourner ce genre de scènes. L'actrice eut gain de cause dans le cadre de sa demande reconventionnelle.
Sa relation professionnelle avec le réalisateur de la satire religieuse Dogma, Kevin Smith, est difficile, selon ce dernier qui raconte dans la version commentée de Dogma que Linda Fiorentino serait une actrice taciturne, qu'il lui arrivait de refuser d'adresser la parole au réalisateur pendant le tournage. De son côté, Linda Fiorentino refusa d'assurer la promotion du film Dogma en 1999 car le volume de sa poitrine avait été augmenté sur l'affiche du film sans son accord.
Les derniers films importants dont Linda Fiorentino fut la vedette datent de 2000 : les comédies dramatiques Ordinary Decent Criminal avec Kevin Spacey et En toute complicité, en compagnie de Paul Newman. L'année 2002 est marquée par la sortie du thriller Appel au meurtre, dont elle partage l'affiche avec Wesley Snipes.
À l'exception de sa participation au film indépendant Once More with Feeling (en) en 2009, et resté inédit en France, la carrière de Linda Fiorentino s'est arrêtée depuis 2002.
Aujourd'hui, malgré les années, elle laisse un souvenir vivace auprès du public.

## Filmographie
- 1985 : Vision Quest de Harold Becker : Carla
- 1985 : Touché ! de Jeff Kanew : Sasha
- 1985 : After Hours de Martin Scorsese : Kiki Bridges
- 1988 : Wildfire de Zalman King : Kay
- 1988 : Les Modernes (The Moderns) de Alan Rudolph : Rachel Stone
- 1989 : The Neon Empire (TV) : Lucy
- 1991 : Strangers : Helen
- 1991 : Queens Logic de Steve Rash : Carla
- 1991 : Un cri du cœur (Shout) de Jeffrey Hornaday : Molly
- 1992 : Arizona Rider (Beyond the Law) de Larry Ferguson : Renee Jason
- 1992 : Chain of Desire de Temístocles López : Alma D'Angeli
- 1993 : Roses mortelles (en) de Sam Irvin (TV) : Susan Gittes
- 1994 : Charlie's Ghost Story de Anthony Edwards : Marta
- 1994 : Last Seduction (The Last Seduction) de John Dahl : Bridget Gregory / Wendy Kroy
- 1995 : The Desperate Trail (vidéo) : Sarah O'Rourke
- 1995 : Jade de William Friedkin : Trina Gavin
- 1995 : Bodily Harm (en) de James Lemmo (en) : Rita Cates
- 1996 : Mémoires suspectes (Unforgettable) de John Dahl : Dr Martha Briggs
- 1996 : Un éléphant sur les bras (Larger Than Life) de Howard Franklin : Terry
- 1997 : Kicked in the Head de Matthew Harrison : Megan
- 1997 : Men in Black de Barry Sonnenfeld: Dr Laurel Weaver / Agent L (Elle)
- 1998 : Body Count de Robert Patton-Spruill : Natalie
- 1999 : Dogma de Kevin Smith : Bethany Sloane
- 2000 : Ordinary Decent Criminal de Thaddeus O'Sullivan : Christine Lynch
- 2000 : De quelle planète viens-tu? (What Planet Are You From ?) de Mike Nichols : Helen Gordon
- 2000 : En toute complicité (Where the Money Is) de Marek Kanievska : Carol MacKay
- 2002 : Appel au meurtre (Liberty Stands Still) de Kari Skogland : Liberty Wallace
- 2009 : Once More with Feeling (en) : Lydia

## Voix françaises
Linda Fiorentino a le plus souvent été doublée par la comédienne Francine Laffineuse.

## Nominations
- 1995 : nomination au BAFTA de la meilleure actrice pour Last Seduction